# Агишево
Агишево — деревня в Юсьвинском муниципальном округе Пермского края России.

## Географическое положение
Деревня расположена в центральной части Юсьвинского муниципального округа на левом берегу реки Ирень на расстоянии примерно 1 километр на восток от села Купрос.

## Климат
Климат умеренно-континентальный. Средняя температура июля +17,7°С, января −15,8°С. Среднегодовое количество осадков составляет 664 мм, причем максимальное суточное количество достигает 68 мм, наибольшая высота снежного покрова 66-93 см. Средняя температура зимой (январь)- 15,8°С (абсолютный минимум — 53°С), летом (июль)+ 17,7 °С (абсолютный максимум + 38°С). Заморозки в воздухе заканчиваются в III декаде мая, но в отдельные годы заморозки отмечаются в конце апреля или начале июня. Осенние заморозки наступают в первой-начале второй декаде сентября. Средняя продолжительность безморозного периода 100 дней.

## История
Деревня известна с 1800 года как деревня Беляевская и Слутка. До 2020 года входила в состав Купросского сельского поселения Юсьвинского района.

## Население
Постоянное население составляло 16 человека (100 % коми-пермяки) в 2002 году, 10 человек в 2010 году.
| 2010 |
| ---- |
| 10   |